# دونالد لافي
دونالد لافي (بالإنجليزية: Donald Levy)‏ هو فيزيائي أمريكي، ولد في 30 يونيو 1939 في يونغزتاون في الولايات المتحدة.